# روبرت ويلكينسون فورناس
روبرت ويلكينسون فورناس هو صحفي وسياسي أمريكي، ولد في 5 مايو 1824 في تروي في الولايات المتحدة، وتوفي في 1 يونيو 1905 في لنكن في الولايات المتحدة. نشط حزبياً في الحزب الجمهوري. وقد انتخب حاكم نبراسكا ‏.